# Lok (Band)
Lok (Eigenschreibweise auch LOK) war eine schwedische Nu-Metal-Band aus Partille.

## Geschichte
Die Band wurde 1995 in Partille, einem Vorort von Göteborg, gegründet. Vorläufer waren die beiden Rockbands „PsychoBetaBuckDown“ (mit Martin as Sänger) and „Hyperbug“ (mit Johan als Bassist). Beide Bands teilten sich einen Proberaum und spielten einige Male zusammen. Diese beiden Bands wurden 1994 auch erster bzw. zweiter in einem örtlichen Band-Wettbewerb. Johan Reivén wechselte dann vom Bass zu seinem ursprünglichen Instrument, dem Schlagzeug. Sie benötigten noch einen Gitarristen und fanden Daniel Cordero von der Band „In a Pig's Eye“ sowie Thomas Brandt von der Judas Priest Coverband „Just as Priest“.
Die erste Probe der Band fand im August 1995 statt. In den ersten 10 Minuten dieser Probe sang Westerstrand noch in englischer Sprache, blödelte dann aber herum und begann, auf Schwedisch zu singen. Es klang sonderbar und sie entschlossen sich, mit schwedischen Texten weiterzumachen. Der Name der Band, der eine Abkürzung für „Eisenbahn“ in Schweden ist, wurde in Anlehnung an ihren Musikstil gewählt: „schwer, unnachgiebig und komplett überwälzend“!
Sie gewannen zwei größere Wettbewerbe in den nächsten neun Monaten, was mit der Produktion von zwei Singles belohnt wurde. Ihr erstes Musikalbum wurde im November 1996 veröffentlicht und enthielt sechs Lieder. Die Band unterschrieb im Sommer 1997 ihren ersten Vertrag mit dem Musiklabel Stockholm Records und nahmen ihr zweites Album im Laufe des Jahres 1998 auf. Im gleichen Jahr spielten sie zum ersten Mal auf dem Hultsfred Festival, im Jahr 2000 spielten sie auf der Green Stage des Roskilde-Festivals vor 17.000 Leuten.
Zum letzten Mal trat LOK im Herbst 2002 in Malmö auf. Einige Tage zuvor spielten sie das letzte Mal in Göteborg. Der Auftritt wurde aufgenommen und das Livealbum wurde ihre letzte Veröffentlichung. Nach Problemen unter den Mitgliedern wurde die Band aufgelöst. Sie erklärten, dass sie Schweden gezeigt hätten, dass Hardcore in schwedischer Sprache gemacht werden könnte, und dass nach fünf Alben ihr Zweck erreicht wäre. Somit gäbe es keinen Grund, weiterzumachen.
Die zwei ursprünglichen Mitglieder der Band, Martin Westerstrand und Daniel Cordero gründeten 2004 mit zwei neuen Mitgliedern die Band Rallypack und veröffentlichten mit „Sod Off, God! We Believe In Our Rockband“ das einzige Album unter diesem Namen. Rallypack wurde 2006 in Lillasyster umbenannt und veröffentlichte im Mai 2007 das Debüt-Album „Hjärndöd musik för en hjärndöd generation“ (hirntote Musik für eine hirntote Generation).

## Diskografie

### Alben
| Jahr | Titel                              | Höchstplatzierung, Gesamtwochen, AuszeichnungChartsChartplatzierungen (Jahr, Titel, Platzierungen, Wochen, Auszeichnungen, Anmerkungen) | Anmerkungen                                             |
| Jahr | Titel                              | SE | Anmerkungen                                             |
| ---- | ---------------------------------- | --- | ------------------------------------------------------- |
| 1999 | Naken, blästrad och skitsur        | SE10 (19 Wo.)SE | Deutsche Übersetzung: Nackt, verstrahlt and angepisst   |
| 2000 | Sunk 500                           | SE11 (5 Wo.)SE |                                                         |
| 2002 | Ut ur discot och in i verkligheten | SE23 (2 Wo.)SE | Deutsche Übersetzung: aus der Disko und in die Realität |

Weitere Alben
- 1996: Ord och inga visor (1996) (Deutsche Übersetzung: Worte und keine Lieder)
- 2003: Blästrad levande (2003) (Livealbum, deutsche Übersetzung: lebendig Verstrahlt)

### Singles
| Jahr | Titel                        | Höchstplatzierung, Gesamtwochen, AuszeichnungChartsChartplatzierungen (Jahr, Titel, Platzierungen, Wochen, Auszeichnungen, Anmerkungen) | Anmerkungen                                                     |
| Jahr | Titel                        | SE | Anmerkungen                                                     |
| ---- | ---------------------------- | --- | --------------------------------------------------------------- |
| 1998 | Lok står när de andra faller | SE12 (17 Wo.)SE | Deutsche Übersetzung: LOK stehen wenn die Anderen fallen        |
| 1999 | Skrubbsår                    | SE28 (8 Wo.)SE | Deutsche Übersetzung: Abschürfungen                             |
| 2000 | Stänkskärmar & sprit         | SE13 (5 Wo.)SE | Deutsche Übersetzung: Kotflügel und Sprit                       |
| 2000 | Det måste vara radion        | SE51 (4 Wo.)SE | mit Sahara Hotnights, Therese Grankvist & Patrik Isaksson       |
| 2001 | Staden Göteborg              | SE25 (7 Wo.)SE | mit Hardcore Superstar Deutsche Übersetzung: Die Stadt Göteborg |
| 2002 | Sug min                      | SE28 (6 Wo.)SE | Deutsche Übersetzung: Blas meinen                               |

Weitere Singles
- Lokpest (Deutsche Übersetzung: Lok-Plage)
- Ensam gud (Deutsche Übersetzung: Einsamer Gott)
- Bedragaren i Murmansk (Deutsche Übersetzung: Der Betrüger in Murmansk)
- Sug min (Deutsche Übersetzung: Lecke mein)